# Stenancistrocerus hispanicus
Stenancistrocerus hispanicus är en stekelart som först beskrevs av Dusmet 1903.  Stenancistrocerus hispanicus ingår i släktet Stenancistrocerus och familjen Eumenidae. Inga underarter finns listade i Catalogue of Life.